# Оки Такато
О́ки Такато́ (яп. 大木 喬任 о:ки такато:, 23 апреля 1832 — 26 июня 1899) — японский политический и государственный деятель, педагог периода Мэйдзи. 1-й и 8-й министр культуры (12 сентября 1871 — 19 апреля 1873, 1 июня 1891 — 8 августа 1892), 2-й министр религий (1872—1877), 2-й и 4-й министр юстиции (25 октября 1873 — 28 февраля 1880, 21 октября 1881 — 12 декабря 1883). Председатель Сената (1880—1881), председатель Тайного Совета (1889—1891, 1892—1893). Граф.

## Биография
Оки Таката родился 23 апреля 1832 года в Сага-хане. В юности он был сторонником движения «Сонно Дзёи» и принадлежал к партии реформаторов вместе с Это Симпэем, Соэдзимой Танэоми и Окумой Сигэнобу. Таката выступал за ликвидацию сёгуната Токугава и восстановление прямого Императорского правления.
После реставрации Мэйдзи 1868 года новое Императорское правительство приняло Такато на службу региональным чиновником. Со временем его повысили за заслуги, назначив на должность младшего советника Императора и главы префектуры Токио (1868—1869). С 1870 года Такато стал вице-председателем Министерства народных дел, а в 1871 году возглавил это ведомство. В сентябре того же года правительство перевело его на должность министра культуры, на котором он осуществил реформу системы образования. Это была одна из трёх фундаментальных реформ реставрации Мэйдзи наряду с административной и военной.
В 1873 году Такато стал Императорским советником, а после 1874 года — министром юстиции. На этой должности он занимался подавлением антиправительственных самурайских выступлений, а именно восстания Лиги Камикадзе и восстания в Хаги 1876 года. Такато находился в конфликте с тогдашним министром финансов Окумой Сигэнобу по поводу управления семейными реестрами косэки. Он присоединился к составлению закона о реестрах, но войну с министерством финансов проиграл.
В 1880 году Такато занял кресло председателя Сената и подал на рассмотрение правительства собственный националистический проект конституции. После этого он поочерёдно занимал должности министра юстиции (1881—1883), председателя Тайного Совета (1889—1891), министра культуры (1891—1892) и повторно председателя Тайного Совета (1892—1893).
В 1884 году, за заслуги перед государством, Император наградил экс-министра титулом графа и приравнял к аристократии кадзоку.
Благодаря своей общительности и открытости Такато умел находить общий язык с представителями правительственных фракций Сацумы и Тёсю. Он считался одной и из центральных фигур фракции, которая объединяла выходцев из Сага-хана.
26 июня 1899 года 67-летний Оки Такато умер в Токио. Его причисляют к шести «крупнейших педагогов периода Мэйдзи» наряду с Кондо Макото, Накамурой Масанао, Ниидзимой Дзё, Фукидзавой Юкити и Мори Аринори.